# Takuma Satō
Takuma Satō, detto Taku (佐藤 琢磨?, Satō Takuma; Tokyo, 28 gennaio 1977), è un pilota automobilistico giapponese, primo giapponese a vincere la 500 Miglia di Indianapolis. Dal 2023 è pilota del team Chip Ganassi Racing nella IndyCar Series. Attivo in Formula 1 dal 2002 al 2008, il suo ottavo posto in classifica finale nel 2004 è il miglior risultato mai ottenuto da un pilota giapponese nella serie.

## Carriera

### Gli esordi
Satō, durante la propria adolescenza, praticava ciclismo, mostrando ottime qualità tanto da avere una certa possibilità di diventare un ciclista professionista, ma abbandonò tale carriera perché sosteneva che in bici si andava troppo piano. Chiusa la parentesi ciclistica, nel 1998 si trasferì in Inghilterra per proseguire la sua carriera nelle serie automobilistiche europee, prima in Junior Formula poi nella Formula 3 britannica alla fine del 1999. Nel 2000, alla fine della seconda stagione completa in Formula 3, conquista il titolo dopo aver vinto 16 gare in due anni, in aggiunta alle gare internazionali di Spa, Zandvoort e Macao.

### Formula 1

#### 2001: BAR
Grazie all'appoggio del costruttore giapponese Honda, Satō compie i suoi primi passi in Formula 1 venendo assunto come test driver alla BAR.

#### 2002: Jordan
È di nuovo grazie al supporto della Honda che nel 2002 Satō ottiene un posto da titolare in Formula 1 con la Jordan, con cui firma un contratto biennale con un'opzione per i successivi due a favore del team irlandese. All'inizio del campionato si dimostra veloce ma ancora inesperto, come in un incidente in Malesia in cui distrugge la sua macchina e quella del compagno di squadra Giancarlo Fisichella. Successivamente diventa più costante classificandosi sempre nei primi 12 nelle ultime 6 gare e cogliendo un ottimo 5º posto nel Gran Premio del Giappone.

#### 2003-2005: BAR

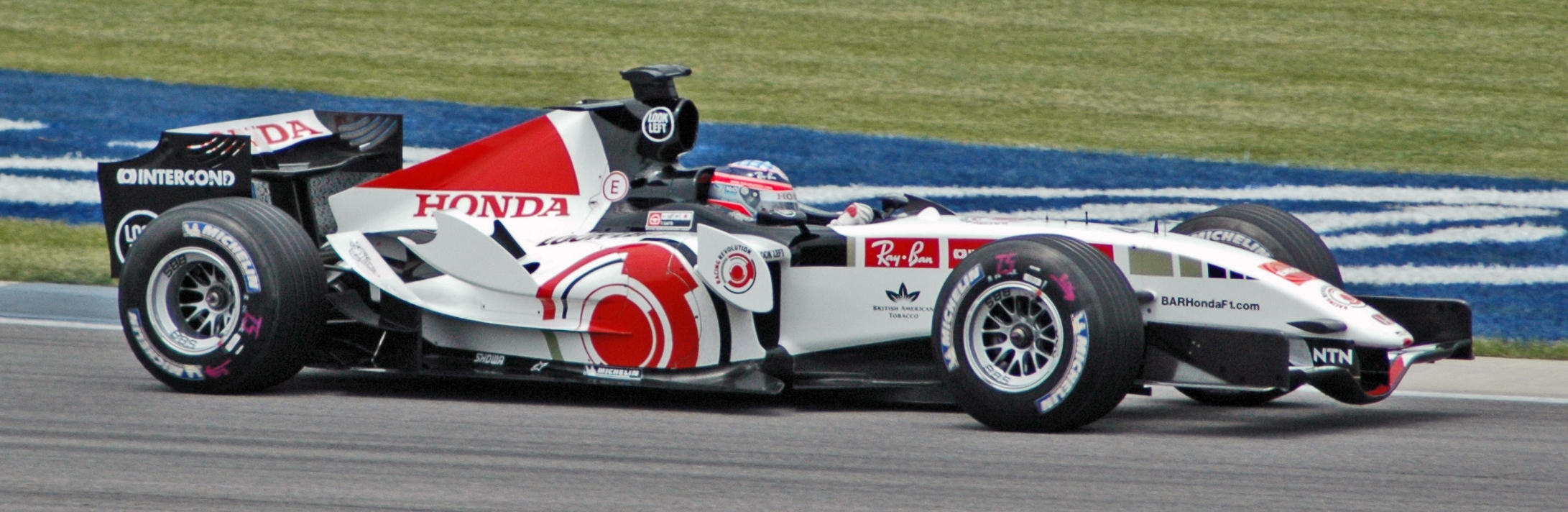
Satō, a bordo della BAR, durante le qualifiche del Gran Premio degli Stati Uniti 2005

Nella stagione 2003, Satō ritorna alla BAR motorizzata Honda, di nuovo in veste di terzo pilota e collaudatore, svolgendo con successo i test e partecipando al posto di Jacques Villeneuve all'ultima gara della stagione, il Gran Premio del Giappone, in cui arriva inaspettatamente sesto. Viene promosso pilota titolare dalla scuderia nipponica nella stagione 2004, durante la quale impressiona per la velocità e l'aggressività della guida, spesso ancora abbinata ad inesperienza ed imprecisione. Nel Gran Premio degli Stati Uniti ottiene il suo primo (e unico) podio in carriera, il secondo nella storia della Formula 1 per un pilota giapponese dopo quello di Aguri Suzuki nel Gran Premio del Giappone 1990); chiude la stagione 8º nella classifica mondiale con 34 punti (il suo miglior risultato in carriera) aiutando la BAR a raggiungere il secondo posto nel campionato costruttori. Nel campionato 2005, complice una vettura meno competitiva dell'anno precedente, fatica ad esprimere la propria velocità, mentre continuano a manifestarsi errori ed imprecisioni. Negli ultimi gran premi dell'anno Satō viene fortemente criticato dagli altri piloti per avere causato incidenti evitabili, per esempio con Jarno Trulli in Giappone o con Michael Schumacher in Belgio; conclude 23º in classifica con 1 solo punto.

#### 2006-2008: Super Aguri
Nella stagione 2006, Satō si trasferisce nel nuovo team giapponese Super Aguri, satellite della Honda e della ARTA; a causa della non competitività del mezzo, il pilota giapponese è costretto a una stagione molto difficile, sempre ancorato nelle ultime posizioni e senza ottenere punti; i suoi migliori risultati della stagione furono un 12º posto in Australia e un 10º in Brasile, grazie al quale riesce a rimanere aggrappato al 23º posto della classifica piloti. Nella stagione 2007 viene confermato alla Super Aguri con la quale disputa una buona stagione; nel Gran Premio di Spagna giunge 8º, portando alla scuderia giapponese i primi punti della sua storia, mentre in Canada ottiene il 6º posto, miglior risultato della storia del team; conclude il mondiale 17º con 4 punti portando il team al 9º posto nella classifica costruttori. Nella stagione 2008 è ancora accasato alla scuderia nipponica (questa si rivelerà, senz'ombra di dubbio, la stagione più fallimentare della carriera di Satō con 4 gran premi disputati senza prendere alcun punto). Con il ritiro della Honda dalla Formula 1 Satō perde il costruttore che lo aveva appoggiato in tutta la sua carriera nella massima formula e prova ad accordarsi per la stagione 2009 con la Toro Rosso, ma dopo aver disputato alcuni test tra novembre e dicembre 2008 il forfait di alcuni sponsor del pilota giapponese fanno saltare l'accordo. Durante il campionato 2009 si era parlato di Satō in procinto di sostituire Sébastien Bourdais sempre alla Toro Rosso, ma non se ne fece nulla.

### Dopo la Formula 1
Nel 2010, grazie all'appoggio del costruttore giapponese Honda, Satō viene ingaggiato dalla scuderia KV Racing Technology per correre in IndyCar, venendo poi confermato anche per il campionato 2011. Nel 2012, sempre grazie all'appoggio della Honda, passa alla scuderia Rahal Letterman Racing di Bobby Rahal, mentre dal 2013 al 2015 corre con il team A. J. Foyt Enterprises. Partecipa inoltre alla prima gara del campionato di Formula E 2014-2015 con il team Amlin Aguri.
Il 28 maggio 2017 vince per la prima volta la 500 Miglia di Indianapolis, alla 101ª edizione, la più prestigiosa gara del campionato Indycar, partendo dalla quarta posizione ottenuta in qualifica.
Il 23 agosto 2020, a 43 anni, vince per la seconda volta la 500 Miglia di Indianapolis, alla 104ª edizione.

## Risultati sportivi

### Risultati in Formula 1
| 2002 | Scuderia | Vettura |     |   |   |     |     |     |     |    |    |     |     |   |    |    |    |    |   |  |  | Punti | Pos. |
| ---- | -------- | ------- | --- | - | - | --- | --- | --- | --- | -- | -- | --- | --- | - | -- | -- | -- | -- | - |  |  | ----- | ---- |
| 2002 | Jordan   | EJ12    | Rit | 9 | 9 | Rit | Rit | Rit | Rit | 10 | 16 | Rit | Rit | 8 | 10 | 11 | 12 | 11 | 5 |  |  | 2     | 15º  |

| 2003 | Scuderia | Vettura |  |  |  |  |  |  |  |  |  |  |  |  |  |  |  |   |  |  |  | Punti | Pos. |
| ---- | -------- | ------- |  |  |  |  |  |  |  |  |  |  |  |  |  |  |  | - |  |  |  | ----- | ---- |
| 2003 | BAR      | 005     |  |  |  |  |  |  |  |  |  |  |  |  |  |  |  | 6 |  |  |  | 3     | 18º  |

| 2004 | Scuderia | Vettura |   |    |   |    |   |     |     |     |   |     |    |   |   |     |   |   |   |   |  | Punti | Pos. |
| ---- | -------- | ------- | - | -- | - | -- | - | --- | --- | --- | - | --- | -- | - | - | --- | - | - | - | - |  | ----- | ---- |
| 2004 | BAR      | 006     | 9 | 15 | 5 | 16 | 5 | Rit | Rit | Rit | 3 | Rit | 11 | 8 | 6 | Rit | 4 | 6 | 4 | 6 |  | 34    | 8º   |

| 2005 | Scuderia | Vettura |    |    |     |    |    |    |    |     |    |    |    |    |   |   |    |     |    |    |     | Punti | Pos. |
| ---- | -------- | ------- | -- | -- | --- | -- | -- | -- | -- | --- | -- | -- | -- | -- | - | - | -- | --- | -- | -- | --- | ----- | ---- |
| 2005 | BAR      | 007     | 14 | SP | Rit | SQ | ES | ES | 12 | Rit | NP | 11 | 16 | 12 | 8 | 9 | 16 | Rit | 10 | SQ | Rit | 1     | 23º  |

| 2006 | Scuderia    | Vettura     |    |    |    |     |     |    |     |    |    |     |     |     |    |    |    |    |    |    |  | Punti | Pos. |
| ---- | ----------- | ----------- | -- | -- | -- | --- | --- | -- | --- | -- | -- | --- | --- | --- | -- | -- | -- | -- | -- | -- |  | ----- | ---- |
| 2006 | Super Aguri | SA05 / SA06 | 18 | 14 | 12 | Rit | Rit | 17 | Rit | 17 | 15 | Rit | Rit | Rit | 13 | NC | 16 | SQ | 15 | 10 |  | 0     | 23º  |

| 2007 | Scuderia    | Vettura |    |    |     |   |    |   |     |    |    |     |    |    |    |    |    |    |    |  |  | Punti | Pos. |
| ---- | ----------- | ------- | -- | -- | --- | - | -- | - | --- | -- | -- | --- | -- | -- | -- | -- | -- | -- | -- |  |  | ----- | ---- |
| 2007 | Super Aguri | SA07    | 12 | 13 | Rit | 8 | 17 | 6 | Rit | 16 | 14 | Rit | 15 | 18 | 16 | 15 | 15 | 14 | 12 |  |  | 4     | 17º  |

| 2008 | Scuderia    | Vettura |     |    |    |    |  |  |  |  |  |  |  |  |  |  |  |  |  |  |  | Punti | Pos. |
| ---- | ----------- | ------- | --- | -- | -- | -- |  |  |  |  |  |  |  |  |  |  |  |  |  |  |  | ----- | ---- |
| 2008 | Super Aguri | SA08A   | Rit | 16 | 17 | 13 |  |  |  |  |  |  |  |  |  |  |  |  |  |  |  | 0     | 21º  |

| Legenda | 1º posto     | 2º posto | 3º posto    | A punti         | Senza punti/Non class.  | Grassetto – Pole position Corsivo – Giro più veloce |
| Legenda | Squalificato | Ritirato | Non partito | Non qualificato | Solo prove/Terzo pilota | Grassetto – Pole position Corsivo – Giro più veloce |

### Risultati in Indycar
| Anno | Team                                    | Telaio        | Motore    | 1       | 2      | 3      | 4      | 5       | 6       | 7      | 8      | 9      | 10     | 11     | 12     | 13     | 14     | 15     | 16     | 17     | 18     | 19     | Punti | Pos. |
| ---- | --------------------------------------- | ------------- | --------- | ------- | ------ | ------ | ------ | ------- | ------- | ------ | ------ | ------ | ------ | ------ | ------ | ------ | ------ | ------ | ------ | ------ | ------ | ------ | ----- | ---- |
| 2010 | KV Racing Technology                    | Dallara IR-05 | Honda     | SAO 22  | STP 22 | ALA 25 | LBH 18 | KAN 24  | INDY 20 | TXS 25 | IOW 19 | WGL 15 | TOR 25 | EDM 9  | MDO 25 | SNM 18 | CHI 26 | KTY 27 | MOT 12 | HMS 18 |        |        | 214   | 21º  |
| 2011 | KV Racing Technology                    | Dallara IR-05 | Honda     | STP 5   | ALA 17 | LBH 21 | SAO 8  | INDY 33 | TXS 5   | TXS 12 | MIL 8  | IOW 19 | TOR 20 | EDM 21 | MDO 4  | NHM 7  | SNM 18 | BAL 18 | MOT 10 | KTY 15 | LVS C  |        | 282   | 13º  |
| 2012 | Rahal Letterman Racing                  | Dallara DW12  | Honda     | STP 22  | ALA 24 | LBH 8  | SAO 3  | INDY 17 | DET 20  | TXS 22 | MIL 20 | IOW 12 | TOR 9  | EDM 2  | MDO 13 | SNM 27 | BAL 21 | FON 7  |        |        |        |        | 281   | 14º  |
| 2013 | A. J. Foyt Enterprises                  | Dallara DW12  | Honda     | STP 8   | ALA 14 | LBH 1  | SAO 2  | INDY 13 | DET 19  | DET 23 | TXS 11 | MIL 7  | IOW 23 | POC 22 | TOR 24 | TOR 20 | MDO 22 | SNM 23 | BAL 24 | HOU 17 | HOU 14 | FON 17 | 322   | 17º  |
| 2014 | A. J. Foyt Enterprises                  | Dallara DW12  | Honda     | STP 7   | LBH 22 | ALA 13 | IMS 9  | INDY 19 | DET 18  | DET 18 | TXS 18 | HOU 22 | HOU 19 | POC 21 | IOW 22 | TOR 23 | TOR 5  | MDO 18 | MIL 15 | SNM 4  | FON 6  |        | 350   | 18º  |
| 2015 | A. J. Foyt Enterprises                  | Dallara DW12  | Honda     | STP 13  | NLA 22 | LBH 18 | ALA 17 | IMS 9   | INDY 13 | DET 11 | DET 2  | TXS 16 | TOR 10 | FON 18 | MIL 14 | IOW 19 | MDO 24 | POC 6  | SNM 8  |        |        |        | 323   | 14º  |
| 2016 | A. J. Foyt Enterprises                  | Dallara DW12  | Honda     | STP 6   | PHX 15 | LBH 5  | ALA 13 | IMS 18  | INDY 26 | DET 11 | DET 10 | RDA 17 | IOW 11 | TOR 5  | MDO 9  | POC 22 | TXS 20 | WGL 17 | SNM 14 |        |        |        | 320   | 17º  |
| 2017 | Andretti Autosport                      | Dallara DW12  | Honda     | STP 5   | LBH 18 | ALA 9  | PHX 16 | IMS 12  | INDY 1  | DET 8  | DET 4  | TXS 10 | RDA 19 | IOW 16 | TOR 16 | MDO 5  | POC 13 | GTW 19 | WGL 19 | SNM 20 |        |        | 441   | 8º   |
| 2018 | Rahal Letterman Racing                  | Dallara DW12  | Honda     | STP 12  | PHX 11 | LBH 21 | ALA 8  | IMS 10  | INDY 32 | DET 5  | DET 17 | TXS 7  | RDA 4  | IOW 3  | TOR 22 | MDO 17 | POC 21 | GTW 9  | POR 1  | SNM 25 |        |        | 351   | 12º  |
| 2019 | Rahal Letterman Racing                  | Dallara DW12  | Honda     | STP 19  | COA 7  | ALA 1  | LBH 8  | IMS 14  | INDY 3  | DET 3  | DET 13 | TXS 15 | RDA 10 | TOR 22 | IOW 20 | MDO 19 | POC 21 | GTW 1  | POR 15 | LAG 21 |        |        | 415   | 9º   |
| 2020 | Rahal Letterman Racing                  | Dallara DW12  | Honda     | TXS DNS | IMS 10 | ROA 9  | ROA 8  | IOW 10  | IOW 21  | INDY 1 | GTW 2  | GTW 9  | MDO 17 | MDO 18 | IMS 18 | IMS 14 | STP 10 |        |        |        |        |        | 348   | 7º   |
| 2021 | Rahal Letterman Racing                  | Dallara DW12  | Honda     | ALA 13  | STP 6  | TXS 9  | TXS 14 | IGP 16  | INDY 14 | DET 4  | DET 12 | ROA 8  | MDO 10 | NSH 25 | IND 10 | GAT 6  | POR 12 | LAG 27 | LBH 9  |        |        |        | 324   | 11º  |
| 2022 | Dale Coyne Racing with Rick Ware Racing | Dallara DW12  | Chevrolet | STP 10  | TXS 20 | LBH 16 | ALA 13 | IMS 7   | INDY 25 | DET 13 | ROA 15 | MDO 14 | TOR 25 | IOW 21 | IOW 10 | IMS 15 | NSH 21 | MAD 5  | POR 18 | LAG 23 |        |        | 258   | 19º  |

| Stagioni | Team | Gare | Pole | Vittorie | Podi | Top 5 | Top 10 | Vittorie della 500 miglia di Indianapolis | Campionati vinti |
| -------- | ---- | ---- | ---- | -------- | ---- | ----- | ------ | ----------------------------------------- | ---------------- |
| 13       | 4    | 213  | 10   | 6        | 14   | 27    | 73     | 2                                         | 0                |

### Formula E
| Anno    | Squadra     | Vettura               | 1       | 2   | 3   | 4   | 5   | 6   | 7   | 8   | 9   | 10  | 11  | Punti | Posizione |
| ------- | ----------- | --------------------- | ------- | --- | --- | --- | --- | --- | --- | --- | --- | --- | --- | ----- | --------- |
| 2014-15 | Amlin Aguri | Spark-Renault SRT 01E | PEC Rit | PUT | PDE | BNA | MIA | LBH | MON | BER | MOS | LON | LON | 2     | 24º       |